# Mieczysław Woroniecki
Mieczysław Woroniecki (ur. 26 lutego 1848, zm. 5 kwietnia 1908 w Rapallo) – ziemianin i działacz społeczny.

## Życiorys
Syn Adama i Leokadii z Potockich herbu Lubicz. W 1880 roku został radcą Towarzystwa Kredytowego Ziemskiego i pełnił tę funkcję przez 28 lat. W 1884 roku został radcą Dyrekcji Głównej, a w 1890 roku radcą Komitetu TKZ.
26 stycznia 1876 r. w parafii św. Krzyża (Warszawa) ożenił się z Marią hr. Drohojowską z Drohojowa h. Korczak, z którą miał: córki: Marię (1877-1963), Elżbietę; Różę (1885-1962), Teresę (1893-1948); synów: dominikanina i sługę bożego Jacka (1878-1949), Jana (1880-1960), Stefana (1883-1948), Henryka Marię Wojciecha (1886-1948).